# Anders Nilsson (regissör)
Carl Anders Bertil Nilsson, född 15 augusti 1963 i Kil, Värmland, är en svensk regissör, manusförfattare och fotograf. Han är bror till musikern Bengt Nilsson. 
Han arbetade som bland annat klippare, fotograf och manusförfattare med Mats Helge Olsson på 1980- och 90-talen och slog igenom som regissör 1999 med filmen Noll tolerans.
Han har i tv-debatter uttalat sig mot fildelning och sade, i samband med att Swefilmer stängdes ned "Vi är ingen anonym Hollywood-studio. Vi är ett gäng filmare och andra med rejält patos och vi ger oss inte när nån spottar oss i ansiktet genom att stjäla våra filmer och lägga ut dem på kriminella sajter och på olika sätt dela dem i gratisvärlden. Lika förolämpande som om nån hade stulit rent fysisk egendom. Det fattar inte alla."
I oktober 2023 släppte han sin första roman, Johan Falk – Slutet var bara början, som är en fortsättning på Johan Falk-filmerna.

## Regi (i urval)
- 1984 – War Dog (med Björn Carlström och Daniel Hübenbecher)
- 1988 – The Russian Ninja (med Mats Helge)
- 1989 – Fatal Secret (med Mats Helge)
- 1990 – The Forgotten Wells (med Mats Helge)
- 1999 – Noll tolerans
- 2001 – Livvakterna
- 2003 – Den tredje vågen
- 2006 – När mörkret faller
- 2009 – Johan Falk – Gruppen för särskilda insatser
- 2009 – Johan Falk: Vapenbröder
- 2012 – Johan Falk: De 107 patrioterna
- 2012 – Johan Falk: Alla råns moder